# Масакр у Гњилану
Масакр у Гњилану се десио у периоду од јуна до септембра 1999. године, током ратних сукоба на простору Косова и Метохије (1998―1999) када је убијено више од 80 српских цивила у месту Гњилане од стране албанске паравојне групе познате као Гњиланска група, из састава терористичке организације ОВК. Посмртни остаци 80 Срба откривени су у масовним гробницама током 1999. године.
Девет етничких Албанаца, припадника Гњиланске групе ОВК, учествовало је у спаљивању кућа и убиства око 80 цивила српске и других неалбанских етничких група, од јуна до септембра 1999. године. Они су проглашени кривим од стране суда у Београду, за убиства и осуђени на казну затвора укупно 101 годину због мучења, силовања и убиства Срба и других цивила у источном делу града Гњилана.

## Суђење
Српски судија Снежана Николић-Гаротић прочитала је пресуду и рекла да се та група бавила и незаконитим затварањем 153 особа, које су касније пуштене на слободу. Оптужени су осуђени на казне у распону од 10 до 15 година. Судија је рекао да је суд у потпуности прихватио истинитост сведочења сведока Ц1 и Ц2, који су били изложени неколико дана нарочито деградирајућег силовања.
Суд је такође поклонио веру сведочењу других заштићених сведока, укључујући бившег припадника ОВК који је сведочио као "Божур 50", рекла је она. Претходно, скоро две године након њиховог хапшења у Прешеву, у јужној Србији, пет оптужених је пуштено из притвора, док су остали остали у затвору до краја суђења. Бивши припадници ОВК оптужени су у предмету Ахмет Хасани, Назиф Хасани, Ферат Хајдариј, Камбер Сахити, Бурим Фазли, Фатон Хајдари, Самет Хајдари, Селимон Садику и Агус Мемиси. Фазлија Ајдари, Реџеп Алији и Сацир Саћири су оптужени за наређивање злочина. Иако на слободи, суђено им је у одсуству. Наређивали су групи да затворе Србе у подруму локалне школе, где су цивили били мучени, сакаћени и убијени. У оптужници се наводи да су жртвама кидали нокте, бушили језике ножевима, као и да су их давили пластичним кесама и зарђалим жицама.
Према оптужници, у намери да прикрију своје злочине, убице су расекле тела и бациле их у оближње контејнере, као и у Ливочком језеру.